# Gomphrena boliviana
Gomphrena boliviana är en amarantväxtart som beskrevs av Horace Bénédict Alfred Moquin-Tandon. Gomphrena boliviana ingår i släktet klotamaranter, och familjen amarantväxter. Utöver nominatformen finns också underarten G. b. robusta.